# Grupa Śródmieście Północ – Radwan
Grupa Śródmieście AK – oddziały bojowe Armii Krajowej walczące w okresie powstania warszawskiego na terenie dzielnicy Śródmieście. Faktycznie walki odbywały się w dwóch ośrodkach, właściwej „Grupy Śródmieście” obejmującej teren Śródmieścia - Północnego, oraz Śródmieścia Południowego, które zostało wyodrębnione w Podobwód Śródmieście Południowe.

## Zarys działań
W toku walki powstańczej 4/5 sierpnia ukształtował się system dowodzenia w trzy ośrodki walki „Centrum” (Śródmieście), „Południe” (Mokotów) i „Północ” (Stare Miasto, Żoliborz). Grupa „Śródmieście” składała się z oddziałów walczących w południowej części IV rejonu obwodu Śródmieście pod dowództwem dowódca mjr Stanisława Steczkowskiego „Zagończyka” oraz części I rejonu zgrupowanego na Powiślu.
Po przecięciu przez Niemców trasy na most Kierbedzia IV rejon został podzielony na część północną i południową. Na północy pozostały, odcięte od dowództwa, bataliony „Chrobry” i "Łukasiński", które razem z batalionem "Gozdawa” – ze zgrupowania „Róg” – utworzyły staromiejskie zgrupowanie „Kuba - Sosna”, w ramach Grupy „Północ”.
Pozostałe siły IV rejonu utworzyły Grupę „Śródmieście” obejmującą od 12 sierpnia odcinki:
- Zgrupowanie „Gurt” – obrona ul. Chmielnej i blokada Al. Jerozolimskich.
- Zgrupowanie „Chrobry II” – teren w obrębie ulic Wronia – Chłodna–Hale Mirowskie–Rynkowa–Grzybowska–Ciepła–Twarda–Żelazna–Chmielna–Srebrna. Zgrupowanie broniło Śródmieścia od placu Starynkiewicza i placu Zawiszy, Chłodnej i placu Żelaznej Bramy.
- Zgrupowanie „Harnaś” – obsadzało teren pomiędzy ul. Mazowiecką–Traugutta–Czackiego–Świętokrzyską.
- Zgrupowanie „Bartkiewicz” – obrona ul. Królewskiej.
- Oddziały IV Rejonu mjr Steczkowskiego „Zagończyka” (m.in. Batalion „Kiliński”, luźne oddziały z których powstały Batalion „Rum” i Batalion im. Sowińskiego”[2]).

Od września obszar obwodu podzielono na odcinki:
- Odcinek zachodni – dowódca mjr Stanisław Steczkowski „Zagończyk”, a następnie ppłk Franciszek Rataj „Paweł”, zaś mjr „Zagończyk” został zastępcą, któremu podlegały: Zgrupowanie „Gurt”, Zgrupowanie „Chrobry II”, Batalion „Rum”, Batalion im. Sowińskiego;
- Odcinek środkowy – dowódca ppłk Franciszek Pacek "Mścisław”, któremu podlegały Zgrupowanie „Bartkiewicz", Batalion „Gustaw”-„Harnaś”;
- Odcinek wschodni – dowódca mjr Stanisław Błaszczak „Róg”, a następnie od 7 września płk Józef Zawiślak „Tunguz", któremu podlegały Batalion „Kiliński” (od 7 września), oraz oddziały zgrupowania „Róg” (ok. 200 żołnierzy) wycofane ze Starego Miasta (Batalion Bończa, Batalion Dzik i 104 Kompania Syndykalistów. Oddziały te wraz z Zgrupowaniem „Krybar” utworzyły Grupę „Powiśle”. Po wycofaniu się z Powiśla 6 września oddziały stanowiły Grupę „Róg” w składzie 4 kompanii);

Z wycofanych ze Starego Miasta oddziałów zgrupowania „Kuba - Sosna” utworzono Zgrupowanie Odwodów „Sosna” pod dowództwem mjr. Gustaw Billewicza „Sosny” (ciężko ranny 8 września). W skład zgrupowania weszły: Batalion Łukasiński (ok. 100 żołnierzy), Batalion Gozdawa (ok. 300 żołnierzy), Batalion „Chrobry I” (ok. 80 żołnierzy), Batalion Gustaw (ok. 200 żołnierzy), a także Kompania Ochrony Sztabu Obszaru Warszawskiego Armii Krajowej „Koszta”, kompania szturmowa dowódcy  Grupy AK Północ i inne oddziały szturmowe. W sumie ok. 1200 żołnierzy.